# Kwakowo, Zachodniopomorskie
Kwakowo [kfaˈkɔvɔ] là một ngôi làng thuộc khu hành chính của Gmina Szczecinek, thuộc huyện Szczecinecki, Zachodniopomorskie, ở phía tây bắc Ba Lan.